# حسين النوري الطبرسي
الميرزا حسين بن محمد تقي بن علي محمّد بن تقي النوري الطبرسي (1245 هـ - 1320 هـ)/(1829 م - 1902)، رجل دين و فقيهٌ ومرجع ومُحدِّث شيعي إمامي إثنا عشري إيراني، أحد اعلام الحوزة العلمية الشيعية، ولد في طبرستان في الثامن عشر من شوال سنة 1245 هـ، سافر إلى العاصمة طهران للدراسة في الحوزة، ثمّ سافر إلى النجف في عام 1273هـ، وبقي فيها ما يقرب أربع سنين لإكمال دراسته الحوزوية، ثمّ عاد إلى إيران، ثمّ سافر إلى كربلاء عام 1278هـ، وبقي فيها مدّة سنتين، ثمّ سافر إلى الكاظمية وبقي فيها مدّة سنتين أيضاً، ثمّ رجع إلى النجف.
وفي عام 1284هـ عاد إلى إيران، ثمّ رجع عام 1286هـ إلى النجف فبقي فيها سنين، فلازم خلالها درس محمّد حسن الشيرازي، ولمّا سافر أُستاذه إلى سامرّاء عام 1291هـ، سافر الشيخ إليها عام 1292هـ، وبقي فيها إلى عام 1314هـ، ثمّ عاد إلى النجف عازماً على البقاء بها حتّى توفي بها في السادس والعشرين من جمادى الثانية عام 1320 هـ ودفن بجوار مرقد علي بن أبي طالب في النجف، تتلمذ عليه جمع من كبار علماء الشيعة من أمثال عباس القمي صاحب كتاب مفاتيح الجنان، والآغا بزرك الطهراني صاحب كتاب الذريعة إلى تصانيف الشيعة ومحمد مهدي الكيشوان وغيرهم.
له العديد من المؤلفات من أهمها مستدرك الوسائل ومستنبط المسائل وهو مستدرك على كتاب «وسائل الشيعة» للحر العاملي، وله مؤلفات مثيرة للجدل مثل كتاب فصل الخطاب في تحريف كتاب رب الأرباب الذي بحث فيه مسألة تحريف القرآن الكريم، ففي الوقت الذي يتّخذ خصوم الشيعة هذا الكتاب مطعناً على الشيعة وتأكيداً لاتهامهم بالقول بتحريف القرآن؛ فإن جمعاً كبيراً من الشيعة يردّون على ذلك، وينفون القول بتحريف القرآن.

## إسمة ونسبه وعائلته
هو: «حسين بن محمد تقي بن علي محمد النوري الطبرسي»، يلقب بالطبرسي نسبة لمدينة طبرستان، وقد يلقب في بعض الأوقات بالمازندراني نسبة لمدنية مازندران، ويلقب أيضا بالمحدث النوري، وعادة مايقال له الميرزا النوري، والميرزا وهي كلمة مركّبة من كلمتين، هما: (أمير) و (زاده)؛ ومیرزاده ومیرزاد وأمیرزاده مخفف كلمة ميرزا.
والده: الميرزا محمّد تقي بن علي محمد بن محمّد تقي النوري ولد في قرية (نور) سنة 1201 هـ، وهاجر إلى اصفهان لطلب العلم وحضر على أفاضلها، وقدم العراق وأقام في كربلاء وحضر على علمائها، ثمّ هاجر إلى النّجف وعاد إلى بلاده حائزاً على درجة الفضل والاجتهاد وأخذ يرشد ويقضي بالخصومات، وصارت له حوزة من الطلاب، وصار مرجعاً للتقليد وكان محتاطاً متحرجاً في فتاواه، توفي في ربيع الأوّل سنة 1263 هـ، له مؤلفات كثيرة منها كتاب المدارج في الأصول، ودلائل العباد في شرح الإرشاد وغيرها.
إخوتـه: له أربع إخوان وهو أصغرهم:
- الميرزا هادي: كان عالماً انتقلت اليه الرئاسة بعد أبيه فصار مرجعاً لثلاث عشرة سنة إلى أن توفي في حدود 1290 هـ.
- الميرزا علي: كان فقيهاً فيلسوفاً انتهت اليه المرجعية بعد أخيه المذكور إلى أن توفي في نيف وتسعين ومائتين وألف هـ.
- الميرزا حسن كانا من الفضلاء الأعلام، كما كانا يدرسان سطوح الفقه والأصول
- الميرزا قاسم: الذي توفي شاباً قبل الجميع[17]
- ابن إخته: فضل الله بن عباس النوري (1259 هـ، كجور محافظة مازندران- 1 ديسمبر 1327، طهران) صهره على ابنته[16]، وهو من الشخصيات الدينية والسياسية الإيرانية المعروفة، وكان من علماء الشيعة البارزين والمناضلين في إيران وله دور فعال في العديد من الاحداث، منها ثورة التنباك. في عام 1909م بسبب معارضته للحكومة الدستورية ودعا إلی الحكومة الشرعية، قبض عليه وحوكم بتهمة الخيانة ثم أعدم.[18][19][20]

## أساتذته وتلامته

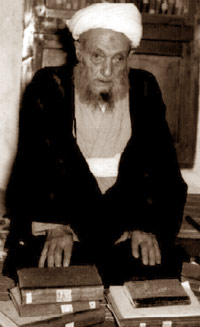
آغا بزرك من أبرز تلامذته

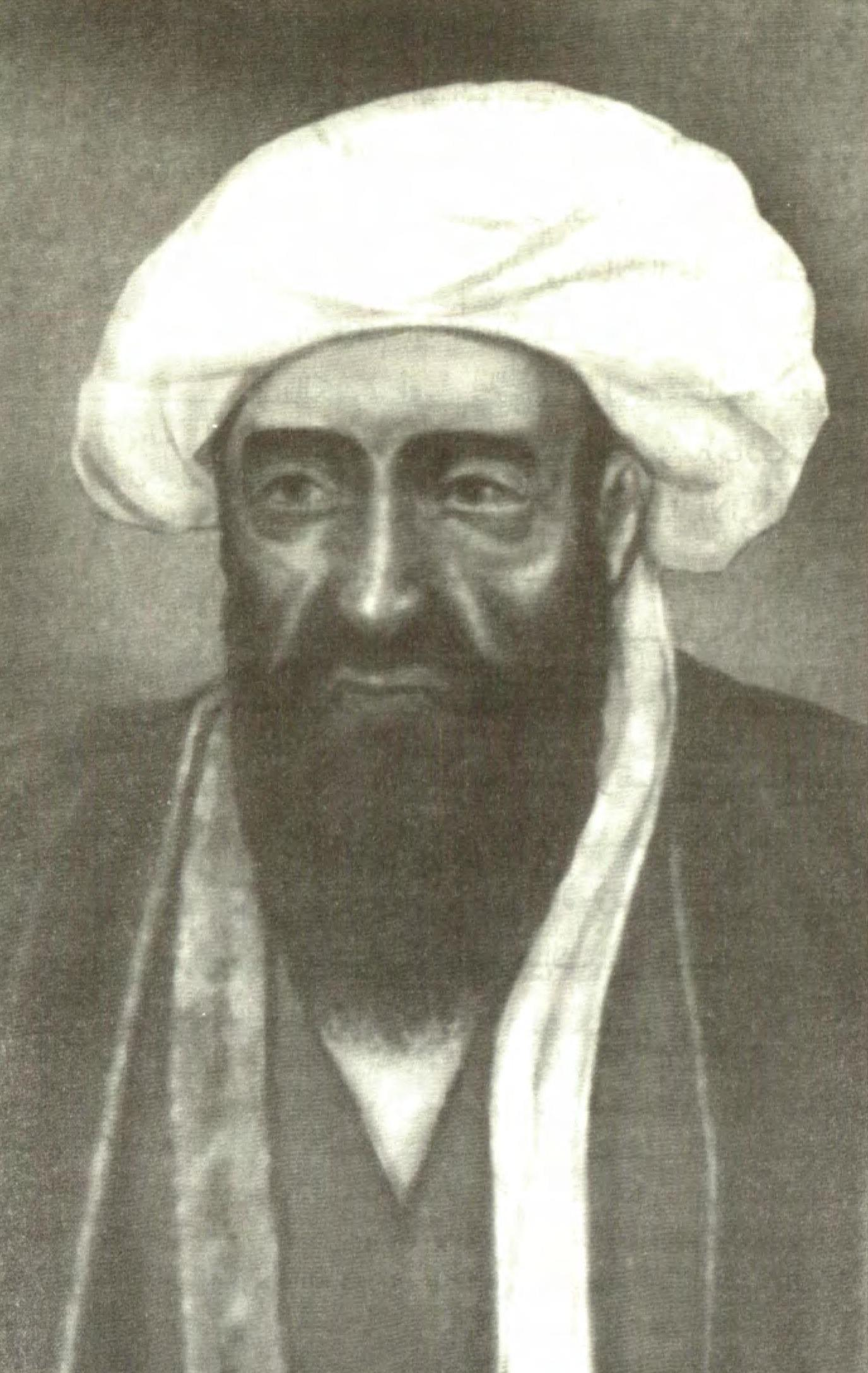
مرتضى الأنصاري من أبرز أساتذته

### أساتذته
أبرز الذين درس على أيديهم هم:
- مرتضى الأنصاري
- محمد حسن الشيرازي
- مهدي القزويني
- فتح علي السلطان آبادي
- محمد علي المحلاتي
- عبد الحسين الطهراني
- عبد الرحيم البروجردي
- علي الخليلي

### تلامذته
- آغا بزرك الطهراني
- محمد جواد البلاغي
- عبد الحسين شرف الدين
- عباس القمي
- محمد حسين كاشف الغطاء
- الميرزا محمّد القمّي
- جواد آقا الملكي التبريزي
- محمّد الفيض القمّي
- علي الخليلي
- محمّد باقر البيرجندي
- محمّد تقي البافقي.

## مؤلفاته

غلاف الكتاب

له الكثير من المؤلفات الي منها:

### مستدرك الوسائل
مُستَدرَكُ الوَسائل ومُستَنبَطُ المَسائل، وقد يطلق عليه بالاختصار مستدرك الوسائل. أشهر مؤلفات المحدث النوري، حيث يقع هذا الكتاب في 18 جزءًا وهو يحتوى وفق رأي المحدث النوري على أحاديث لم ترد في كتاب وسائل الشيعة، وقد أخرج صاحب الكتاب هذه الروايات مستنداً على 75 مصدراً من كتب الحديث والروايات، وفيه23000 حديث وذكر المؤلف سبب تأليف في بداية الكتاب:«ان العالم الكامل، المتبحر الخبير، المحدث الناقد البصير، ناشر الآثار، وجامع شمل الاخبار، الشيخ محمد بن الحسن الحر العاملي (قدس الله تعالى روحه الزكية) قد جمع في كتاب الوسائل من فنون الأحاديث الفرعية المتفرقة في كتب سلفنا الصالحين، والعصابة (1) المهتدين، ما تشتهيه الأنفس وتقر به الأعين، فصار بحمد الله تعالى مرجعا للشيعة، ومجمعا لمعالم الشريعة، لا يطمع في ادراك فضله طامع، ولا يغني العالم المستنبط عنه جامع، ولكنا في طول ما تصفحنا كتب أصحابنا الأبرار، قد عثرنا على جملة وافرة من الاخبار، لم يحوها كتاب الوسائل، ولم تكن مجتمعة في مؤلفات الأواخر والأوائل. وهي على أصناف.
منها ما وجدناه في كتب قديمة لم تصل إليه ولم يعثر عليها.
ومنها ما يوجد في كتب لم يعرف هو مؤلفيها فأعرض عنها، ونحن سنشير بعون الله تعالى في بعض فوائد الخاتمة إلى أسامي هذه الكتب ومؤلفيها، وما يمكن أن يجعل سببا للاعتماد عليها، والرجوع إليها والتمسك بها.
ومنها ما وجدناه في مطاوي الكتب التي كانت عنده، وقد أهمله إما للغفلة عنه، أو لعدم الاطلاع عليه.»
وقد أشاد كثير من علماء الشيعة بهذذا الكتاب حيث قال آقا بزرك الطهراني:«وهو رابع المجاميع الثلاثة الأخيرة المعتمدة المعول عليها في هذه الاعصار» وقال الآخوند الخراساني:«الحجة لا تتم لمجتهد إلا بالرجوع إلى كتاب مستدرك الوسائل والاطّلاع على رواياته.»

### النجم الثاقب
وهو في أحوال الإمام الثاني عشر من أئمة الشيعة الإمامية. كتبه باللغة الفارسية بأمر أستاذه المرجع محمد حسن الشيرازي، ثم تُرجم إلى العربية ولغات أخرى، وذكر المؤلف سبب تأليفه الكتاب قائلا بأنه كان في خدمة محمد حسن الشيرازي عام 1303، فقال له الميرزا الشيرازي: جيد أن يكتب كتاب حول الإمام المهدي باللغة الفارسية وأنت أهل لهذه المهمة، فقلت: بأن مستلزماته غیر متوفره، ولكني قد كتبت في السنة الماضية رسالة حول الذين تشرفوا إلى زيارة الأمام المهدي في غيبته الكبرى، عنوانها الجنة المأوى سأترجمها مع بعض الإضافات. ويحتوي الكتاب على تفصيل، جعلها في اثني عشر باباً، ذكر فيها تفصيل حياة الإمام المهدي من ولادته، وألقابه، وكنيته، واختلاف اسمائه وأوصافه، وكل حياته ثم ذكر الروايات الواردة فيه وبدون ذكر سند الرواية، لكنه ذكر المصدر في الهامش، واختلاف المسلمين فيه، وكذلك ذكر القصص التي وردت في مشاهدة الإمام.

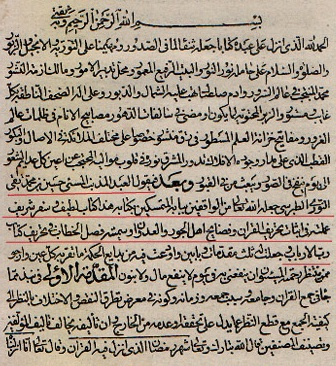
مخطوطة منسوبة لكتاب فصل الخطاب

### فصل الخطاب
فصل الخطاب في تحريف كتاب رب الأرباب أو فصل الخطاب في إثبات تحريف كتاب الأرباب - نظراً لاختلاف الأقوال في تحديد اسمه -؛ هو أحد أشهر كتب المحدّث الشيعي حسين النوري الطبرسي بالرغم من قلّة طبعاته، وذلك لحساسيّة الموضوع الذي أُلّف فيه هذا الكتاب، وهو موضوع تحريف القرآن. والجدل حول الكتاب كبير، ففي الوقت الذي يتّخذ خصوم الشيعة - وخاصة من أهل السنة - هذا الكتاب مطعناً على الشيعة وتأكيداً لاتهامهم بالقول بتحريف القرآن؛ فإن جمعاً كبيراً من الشيعة يردّون على ذلك، وينفون كون الكتاب في إثبات التحريف، بل في نفيه، ورد عليه كثير من علماء الشيعة من أمثال محمد حسين الشهرستاني بكتابه حفظ الكتاب الشريف عن شبهة القول بالتحريف، ومحمود المعرّب الطهراني بكتابه كشف الارتياب عن تحريف الكتاب. ومحمد جواد البلاغي عليه في تفسيره آلاء الرحمن في تفسير القرآن عند بيانه لعقيدته في عدم تحريف القرآن وغيرهم

### بقية مؤلفاته
| - خاتمة مستدرك الوسائل. خاتمة ملحقة بموسوعته الحديثيّة مستدرك الوسائل ومستنبط المسائل، وهي بحث حديثي مفصّل في عدة مجلدات ركز فيها على مناقشة المباني العلمية في التوثيقات الرجالية. - كشف الأستار عن وجه الغائب عن الأبصار. كتبه باللغة العربية في الرد على قصيدة لأحد الشعراء السنَّة تضمّنت إنكاراً لوجود المهدي، وقام تلميذه محمد حسين آل كاشف الغطاء بنظم مطالب الكتاب في منظومة شعريّة. - جنّة المأوى فيمن فاز بلقاء الحجة في الغيبة الكبرى. كتبه تكملة واستدراكاً على باب من رأى الحجة من المجلد الثالث عشر من بحار الأنوار لمحمد باقر المجلسي. - الرد على كشف الارتياب. رسالة فارسيّة كتبها دفاعاً عن نفسه ورداً على كتاب كشف الارتياب في عدم تحريف الكتاب الذي كتبه محمود المعرّب الطهراني رداً على فصل الخطاب. | - معالم العبر. كتبه تكملة واستدراكاً على المجلد السابع عشر من بحار الأنوار لمحمد باقر المجلسي. - نفس الرحمن في فضائل سيدنا سلمان. في فضائل سلمان الفارسي على ضوء المرويّات الشيعيّة. - دار السلام فيما يتعلق بالرؤيا والمنام. - البدر المشعشع في ذرّية موسى المبرقع. - مواقع النجوم ومرسلة الدر المنظوم. - لؤلؤ ومرجان در پله أول ودوم روضه‌خوانان. - شاخهٔ طوبى. بالفارسية «فيما يناسب الأعياد وأيام الفرح والسرور». - الفيض القدسي في ترجمة المجلسي. في سيرة محمد باقر المجلسي وأحواله وآثاره. - ظلمات الهاوية في مثالب معاوية. ذكر الطهراني أنّ «مباحث الكتاب عامة وإن كان اسمه خاصاً». - ميزان السماء في تعيين مولد خاتم الأنبياء. بالفارسيّة في تأييد القول بولادة النبي محمد في السابع عشر من ربيع الأول. - سلامة المرصاد. رسالة بالفارسية في فصلين؛ أحدهما في زيارة عاشوراء غير المشهورة،(1) والآخر في أعمال مسجد الكوفة. |

## وفاته
توفي في السادس والعشرين من جمادى الثانية 1320هـ ودفن بجوار مرقد الإمام علي في النجف

## الهوامش
- 1 - زيارة عاشوراء هي إحدى النصوص الدينيّة المقدّسة عند الشيعة، يقرؤونها الشيعة بقصد التقرّب إلى الله بزيارة الحسين بن علي بن أبي طالب، وهذه الزيارة زيارة مشهورة؛ وبإزائها زيارة أخرى غير مشهورة، ورسالة النوري الطبرسي سلامة المرصاد مختصّة بالثانية غير الأولى.